# Lotte Laserstein
Lotte Laserstein (Preussisch Holland, 28 november 1898 - Kalmar, 21 januari 1993) was een Duits-Zweedse figuratieve schilderes tijdens de Weimarrepubliek. Het antisemitisme van het nationaalsocialistische regime dwong haar in 1937 Duitsland te verlaten en naar Zweden te emigreren. In Zweden bleef zij vrijwel onopgemerkt tot aan haar dood werken als portrettist en landschapsschilder. Ze werd herontdekt in 1987.

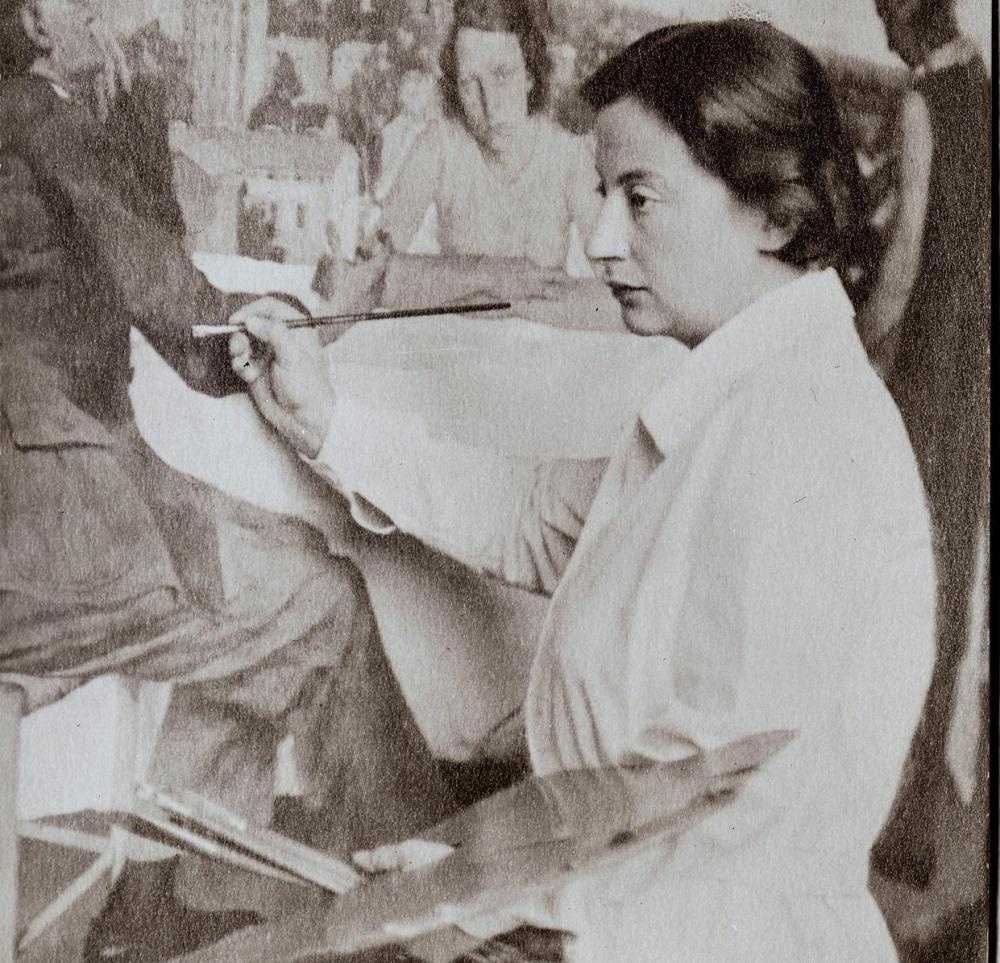
Lotte Laserstein tijdens het schilderen aan 'Avond over Potsdam' (foto: Wanda von Debschitz-Kunowski, 1930)

De schilderijen die zij in de jaren 1920 en 1930 maakte, pasten in de beweging van de Nieuwe zakelijkheid in Duitsland. Haar stijl kan omschreven worden als Realisme, maar ook als Naturalisme.
Vanaf 1931 begon Laserstein een lossere, vloeiender techniek toe te passen, haar penseelstreken werden meer impressionistisch.

## Leven
Lotte Laserstein wordt geboren in Preussisch Holland, een kleine stad in Oost-Pruisen (nu Pełsak in Polen), als eerste dochter van Hugo Laserstein, een welvarende, half-Joodse apotheker, en zijn joodse vrouw Meta Birnbaum, een getalenteerde pianiste. Als haar vader in 1902 overlijdt, verhuist de familie naar Danzig. Meta en haar twee dochters Lotte en Käte, delen een huishouding met Meta's moeder Ida Birnbaum en zus Elsa Birnbaum. Van deze laatste krijgt ze haar eerste schilderslessen in Elsa's privé-kunstschool. 
In 1918 verhuist het gezin naar Berlijn, waar Lotte zich inschrijft aan de Friedrich-Wilhelm-Universiteit om er filosofie en kunstgeschiedenis te studeren. Ze volgt ook lessen in toegepaste drukkunst. In 1920-1921 volgt ze privé kunstopleiding bij Leo von König. Vervolgens studeert ze aan de Akademische Hochschule für bildende Künste (vanaf 1924 Vereinigte Staatsschulen für freie und angewandte Kunst) in Berlijn bij Erich Wolfsfeld. Tijdens de inflatiejaren (1922-1924) verliest de familie verliest veel van haar rijkdom. Om haar studie te bekostigen, neemt Lotte tijdelijke baantjes als illustrator en industrieel ontwerper.
In 1924 ontmoet ze haar lievelingsmodel Traute (Gertrud Süssenbach) en diens toekomstige echtgenoot Ernst Rose. Traute - van opleiding fotografe -  is een getalenteerde atlete en wordt haar tenniscoach. Twee jaar later heeft Lotte haar eerste eigen atelier en schildersschool in de Friedrichsruher Strasse in de Berlijnse deelgemeente Wilmersdorf. Rond de tijd verandert haar stijl: vlakke vlakken met sterke contouren worden ingeruild voor een losser, luchtiger penseel.
Tussen 1931-1935 maakt ze in de zomermaanden ‘ausgedehnte’ reizen naar het platteland met haar leerlingen. Vanaf 1933 kan ze, als 'drie-kwart' joodse, niet meer exposeren, en wordt ontslagen uit het bestuur van de vereniging van Berlijnse vrouwelijke kunstenaars. Omdat zij geen lid is van de Reichskulturkammer, kan zij alleen via vrienden verf en materiaal kopen. Haar privé-lesatelier wordt gesloten. Ze werkt nog verder als kunstleraar aan de Joodse privéschool van Helene Zickel.

Mevrouw Palmborg, 1943

In 1937 emigreert ze naar Zweden. Om het Zweedse staatsburgerschap te verkrijgen, trouwt ze pro forma met Sven Marcus in 1938, maar woont nooit met hem samen. Traute hielp Laserstein's overgebleven schilderijen in 1938 Duitsland uit te krijgen, en zo inbeslagname door de Nazi autoriteiten te voorkomen.  
Lotte doet vergeefse pogingen om haar moeder, haar zus Käte en Käte's metgezel te helpen Duitsland te verlaten: in 1943 zal haar moeder sterven in het concentratiekamp Ravensbrück; Käte ontsnapt aan de vervolging door onder te duiken en overleeft de oorlog in Berlijn. Het succes dat ze kende voor haar emigratie werd niet doorgezet in Zweden. 
Vanaf 1946 beginnen moeilijke jaren voor haar op professioneel en persoonlijk vlak; het contact wordt hervat met haar vriendin Traute en Traute's echtgenoot Ernst Rose in Duitsland. In de hoop op betere beroepsmogelijkheden, verhuist Lotte in 1954 van Stockholm naar Kalmar in de zuidelijke provincie Småland. Eind jaren 1950 en in de jaren 1960 onderneemt ze lange reizen naar Frankrijk, Italië, Spanje en bezoekt ze Zwitserland en de Verenigde Staten. 
In 1987 wijdde een galeriehouder in Londen een solotentoonstelling aan haar. Maar zelfs na het succes in Engeland, duurde het nog 16 jaar voordat Lasersteins kunst in Duitsland te zien was.  
Ze overlijdt in 1993 in Kalmar op 94-jarige leeftijd. 
In 2003, twintig jaar na haar dood, bundelden de oprichters van Das Verborgene Museum, Elisabeth Moortgat en Marion Beckers, hun krachten met Anna-Carola Krausse om de eerste retrospectieve van Lotte Laserstein te realiseren en de herontdekking van de kunstenares en haar werk (dat 10.000 stukken omvat) mogelijk te maken. Al snel volgden tentoonstellingen in Zweden, Frankfurt en Kiel.
In 2019 werd Laserstein geëerd met een grote retrospectieve in de Berlinische Galerie - en vierde Duitsland eindelijk zijn vergeten kunstenaar. 

## Erkenning
Tijdens haar beginperiode in de Weimarrepubliek was ze een succesvolle artieste:
- 1929: Lotte Laserstein wordt lid van de Vereniging van Berlijnse Vrouwelijke Kunstenaars en maakt deel uit van het bestuur en de jury.
- 1925: Lotte ontvangt - samen met haar model Traute  - de Ministermedaille voor bijzondere artistieke prestaties van het Pruisische Ministerie van Wetenschap, Kunst en Onderwijs

In haar Zweedse periode blijft ze vrijwel onopgemerkt. 
- 1963: Lotte Laserstein wordt lid van de Konstnärernas Riksorganisation, de Zweedse vereniging van beeldende kunstenaars.
- 1977: Onderscheiding met de Cultuurprijs van Kalmar.

In 1987 is er echter een tentoonstelling in de Agnew's en de Belgrave Gallery in Londen, die haar internationale herontdekking betekent.

## Werken
- Städel, Frankfurt/M:
  - In Russisch meisje met poederdoos uit 1928 blijkt haar talent om 'Weimar types' vast te leggen. Het werd geselecteerd (een wedstrijd die werd georganiseerd door de cosmetische firma Elida), om tentoongesteld te worden in de Galerij Gurlitt. Zoals  In de Taverne  een representatie is van de 'nieuwe vrouw' overdag, is het Russisch meisje met poederdoos haar complementair beeld gedurende de avond.
- Kunstmuseum Kalmar
  - Zomeridylle, 1940
- Michael en Renata Hornstein Collectie, Canada :
  - In mijn studio,  uit 1928 is het eerste zelfportret van Lotte met haar favoriete model Traute Rose, aarzelt ze niet om zichzelf voor te stellen als  een moderne nieuwe (Weimar)-vrouw met omhooggestoken haar, onafhankelijk en aan het werk in haar studio te Wilmersdorf
- New Walk Museum and Art Gallery, Leicester, GB:
  - Zelfportret met kat, 1928, olieverf op multiplex, 61x51 cm
  - De gele parasol, 1934, olieverf op papier,58x44 cm
- National Museum of Women in the Arts, Washington D.C.:
  - Ochtendtoilet, 1930, olieverf op paneel, 39 1/4 x 25 5/8 in.
- Neue Nationalgalerie, Berlijn:
  - Zelfportret aan de schildersezel,1938, olieverf op multiplex
  - Avond over Potsdam, 1930, olieverf op paneel, 111x205,7 cm
- Cheryl Tannen Collectie:
  - Twee meisjes, 1927
- Private Collectie :
  - In de Taverne (1927) werd in 1928 tentoongesteld in Berlijn op de Lente-tentoonstelling van de Pruissische Academie. Het werd destijds aangekocht door de stad Berlijn.
  - Ik en mijn model, 1929/30, GB
  - Aan de spiegel, 1930/'31, GB[8]
  - Mongool, 1927, olieverf op hout, 27,1 x 21,8 cm, GB
  - Liggend meisje op blauw, c. 1931, olieverf op papier, 69,5 x 93 cm
  - Tennisspeelster, 1929, olieverf, 110 x 95,5 cm, Berlijn
  - Zelfportret, 1928, olieverf op hout, 20,3 x 19,9 cm
  - Vrouwenrug, c. 1931, olieverf op papier, 64 x 49,5 cm
  - Spaanse vrouw, 1931, olieverf op papier, 70,6 x 53,5 cm
  - Ik en mijn model, 1929-30, olieverf op hout, 49,5 x 69,5 cm, GB
  - Traute in groen pullover, c. 1931
- National Portrait Gallery, Londen:
  - Sir Ernst Chain, 1945, Nobelprijs voor Fysiologie of Geneeskunde in 1945

## Tentoonstellingen

### Tijdens haar leven
- 1928-1931:Lotte Laserstein neemt deel aan 22 tentoonstellingen en presteert goed in diverse wedstrijden.
- 1931: Persoonlijke tentoonstelling bij Galerie Gurlitt
- 1935: Tentoonstellingen via de Jüdischen Kulturbund [Joodse Culturele Vereniging].
- 1937: Succesvolle tentoonstelling in december in de Galerie Moderne in Stockholm, gevolgd door talrijke portretopdrachten.
- 1987:Tentoonstelling in Agnew's en de Belgrave Gallery, Londen, die de internationale herontdekking van Lotte Laserstein inluidt.
- 1990:Opnieuw een tentoonstelling bij Agnew's, Londen. Haar werken worden samen getoond met die van haar leraar Erich Wolfsfeld en haar leerling Gottfried Meyer.

### Na haar dood
- 7 november 2003 tot 1 februari 2004 in het Museum Ephraim Palais, Berlijn,: Lotte Laserstein - Mijn enige werkelijkheid
- 19 september 2018 tot 17 maart 2019 in het Städel Museum in Frankfurt am Main: Van aangezicht tot aangezicht [9]

## Historische roman
- Anne Stern, Meine Freundin Lotte, Kindler Verlag, Reinbek, 2021, ISBN 9783463000268